# Vuelo 703 de Lao Aviation
El vuelo 703 de Lao Aviation fue un vuelo regular doméstico de pasajeros desde Vientiane a Xam Neua, Laos. El 19 de octubre de 2000, el Harbin Y-12 II que operaba la ruta se estrelló contra una montaña a 12 kilómetros (6,5 nmi) del aeropuerto debido a un error del piloto. Al menos ocho pasajeros fallecieron, incluyendo ciudadanos de Alemania, Singapur, y Sudáfrica, mientras que siete pasajeros y dos miembros de la tripulación sobrevivieron aunque resultaron heridos.  El accidente fue el cuarto con mayor número de fallecimientos de la aerolínea durante los últimos diez años, y el segundo si sólo tomamos un periodo de cuatro meses.
La búsqueda del lugar del siniestro se vio complicada por el techo de nubes bajas y el denso humo en la zona. Un grupo de supervivientes caminó desde el lugar del accidente hasta una población cercana.